# Bothria frontosa
Bothria frontosa là một loài ruồi trong họ Tachinidae.